# La Grande
La Grande é uma cidade localizada no estado norte-americano de Oregon, no Condado de Union.

## Demografia
Segundo o censo norte-americano de 2000, a sua população era de 12.327 habitantes.
Em 2006, foi estimada uma população de 12.318, um decréscimo de 9 (-0.1%).

## Geografia
De acordo com o United States Census Bureau tem uma área de
11,3 km², dos quais 11,3 km² cobertos por terra e 0,0 km² cobertos por água. La Grande localiza-se a aproximadamente 846 m acima do nível do mar.

## Localidades na vizinhança
O diagrama seguinte representa as localidades num raio de 24 km ao redor de La Grande.